# Tàu ngầm mang tên lửa hành trình

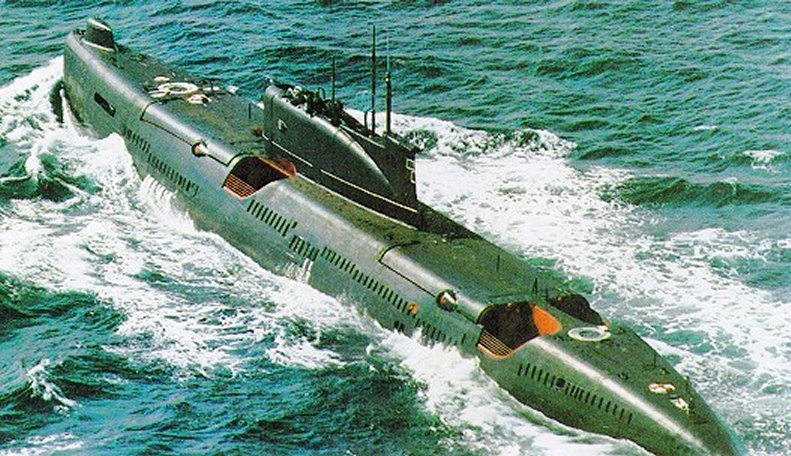
Tàu ngầm Đề án 651 (Juliet) mang tên lửa hành trình

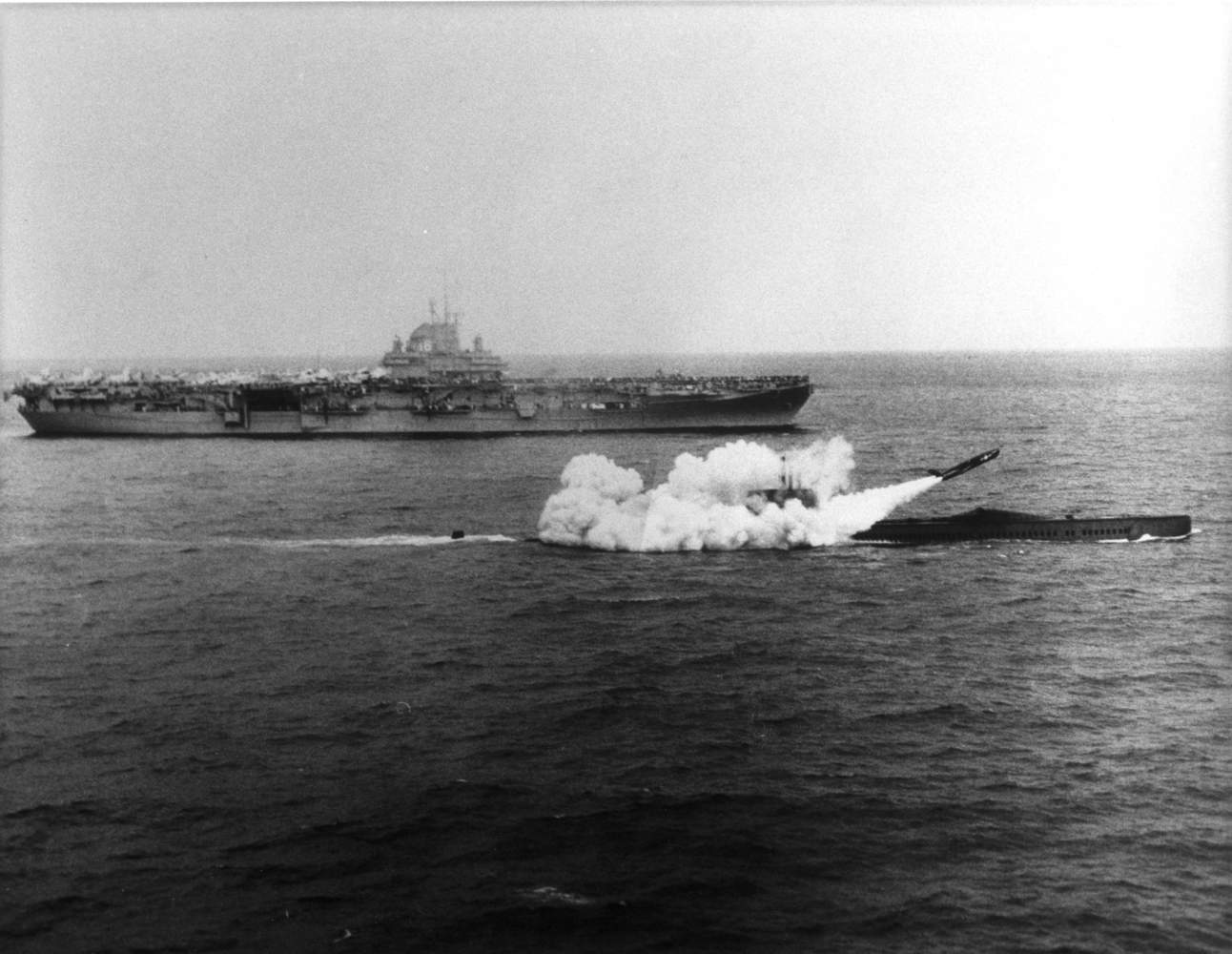
Tàu ngầm bắn thử nghiệm tên lửa Regulus

Cruise missile submarine hay Tàu ngầm mang tên lửa hành trình là loại tàu ngầm  khả năng mang và phóng chủ yếu là tên lửa hành trình đối đất/đối hải (SLCM). Tên lửa sẽ giúp cải thiện đáng kể khả năng tác chiến của tàu ngầm đối với các mục tiêu mặt đất, dù sử dụng ngư lôi sẽ có tính bí mật cao hơn nhưng tên lửa hành trình lại có tầm bắn lớn hơn nhiều, và cũng như có khả năng giao chiến với nhiều loại mục tiêu nhờ được trang bị nhiều loại đầu dò khác nhau. Nhiều tàu ngầm mang tên lửa hành trình vẫn giữ lại các thiết kế giúp chúng có khả năng triển khai đầu đạn hạt nhân trên tên lửa hành trình, tuy nhiên chúng khác với tàu ngầm mang tên lửa đạn đạo do những khác biệt về đặc tính vũ khí mà mỗi loại mang theo.
Các tàu ngầm thiết kế ban đầu chỉ có thể phóng tên lửa đi khi nổi trên mặt nước, trong khi ở các lớp tàu ngầm thiết kế về sau, tàu ngầm có khả năng phóng tên lửa từ dưới mặt nước thông qua hệ thống phóng thẳng đứng (VLS). Nhiều loại tàu ngầm tấn công hiện đại có khả năng phóng tên lửa hành trình (và cả tên lửa chống hạm) từ các ống phóng ngư lôi của chúng, trong khi ở một số mẫu thiết kế được bổ sung thêm một số lượng nhỏ giếng phóng thẳng đứng, khiến vai trò của tàu ngầm tấn công truyền thống và tàu ngầm mang tên lửa hành trình có một chút giống nhau. Tuy nhiên, lớp tàu ngầm tấn công vẫn sử dụng ngư lôi là vũ khí chủ yếu và có thể thực hiện các nhiệm vụ đa nhiệm do tốc độ lớn hơn của chúng cũng như khả năng cơ động trong môi trường dưới nước, đối lập với tàu ngầm mang tên lửa hành trình thường lớn hơn, chậm hơn, và tập trung chủ yếu vào việc tung ra các đòn tấn công tầm xa.
Theo ký hiệu của Hải quân Mỹ, tàu ngầm mang tên lửa hành trình được mang tên SSG và SSGN (đối với tàu chạy bằng năng lượng hạt nhân) – SS chỉ tàu ngầm, G chỉ guided missile (tên lửa có điều khiển), và N chỉ tàu ngầm chạy bằng năng lượng hạt nhân.

## Hải quân Mỹ

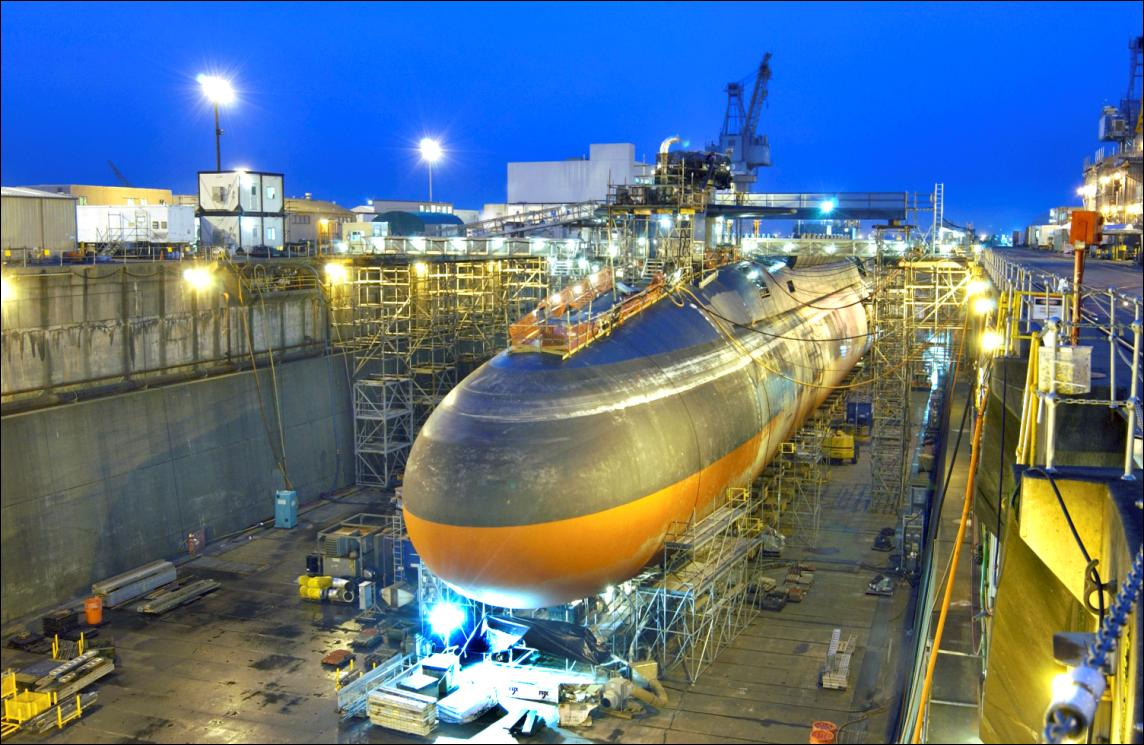
Quá trình chuyển đổi tàu ngầm sang tàu ngầm mang phóng tên lửa hành trình

Tàu ngầm mang tên lửa hành trình của Hải quân Mỹ được phát triển đầu những năm 1950s để mang được tên lửa hành trình SSM-N-8 Regulus. Theo đó, chiếc đầu tiên được chuyển đổi từ tàu ngầm lớp Gato thời kỳ chiến tranh thế giới 2, USS Tunny, tàu này có hangar có thể chứa một cặp tên lửa hành trình Regulus. Tunny được sử dụng làm tàu thử nghiệm công nghệ phát triển cho các hệ thống tên lửa hành trình phóng từ tàu ngầm, trước khi chiếc tàu mang tên lửa thứ hai cũng được chuyển đổi là USS Barbero. Từ năm 1957 hai chiếc tàu ngầm này đã thực hiện các chuyến tuần tra răn đe hạt nhân lần đầu tiên.
Sau đó, hai tàu ngầm cỡ lớn hơn thuộc lớp Grayback được chế tạo, mỗi chiếc có khả năng mang theo 4 tên lửa, trong khi phiên bản tàu ngầm chạy bằng năng lượng hạt nhân có khả năng mang theo 5 quả tên lửa. Từ 9/1959 đến tháng 7/1964, năm tàu ngầm này đã thực hiện tuần tra trên biển Thái Bình Dương, phối hợp với các tàu ngầm mang tên lửa đạn đạo lớp George Washington tuần tra bên biển Đại Tây Dương, cho đến khi các tàu ngầm mang tên lửa đạn đạo thay thế chúng.
Hiện nay, Hải quân Mỹ đã tiến hành sửa bốn tàu ngầm thuộc lớp Ohio gồm: Ohio, Michigan, Florida, và Georgia sang vai trò tàu ngầm năng lượng hạt nhân mang tên lửa hành trình (SSGN). Việc chuyển đổi sẽ bao gồm lắp đặt các ống phóng thẳng đứng VLS với từ 22 đến 24 ống phóng tên lửa, mỗi giếng phóng tên lửa đạn đạo Trident sẽ được thay bằng bảy ống phóng tên lửa nhỏ hơn dành cho tên lửa hành trình Tomahawk. Hai giếng phóng còn lại sẽ được chuyển đổi để sử dụng cho lực lượng biệt kích. Mỗi tàu ngầm sau khi chuyển đổi sẽ có khả năng mang tới 154 tên lửa Tomahawk. Trong tương lai, tàu ngầm năng lượng hạt nhân lớp Virginia sẽ thay thế cho tàu ngầm lớp Ohio khi thiết kế của tàu ngầm Ohio đã không còn đáp ứng yêu cầu tác chiến hiện đại.
| Năm giới thiệu       | Tên ký hiệu của NATO                                           | Tên đề án        | Lớp    | Ảnh | Loại tên lửa trang bị |
| -------------------- | -------------------------------------------------------------- | ---------------- | ------ | --- | --- |
| 1960                 | Whiskey Single Cylinder Whiskey Twin Cylinder Whiskey Long Bin | 613 644 665      | SSG    |     | P-5 Pyatyorka (SS-N-3 Shaddock) |
| 1963                 | Juliett                                                        | 651              | SSG    |     | P-5 Pyatyorka (SS-N-3 Shaddock) |
| 1960                 | Echo I                                                         | 659              | SSGN   |     | 6 x P-5 Pyatyorka (SS-N-3 Shaddock) |
| 1963                 | Echo II                                                        | 675              | SSGN   |     | 6 x P-5/6 Pyatyorka (SS-N-3 Shaddock) Later 8 x P-500 Bazalt (SS-N-12 Sandbox) under the 675MK and 675MU program and 8 x P-1000 Vulkan under Project 675MKV                  |
| 1969                 | Papa                                                           | 661 "Anchar"     | SSGN   |     | 10 x P-70 Ametist (SS-N-7 Starbright) |
| 1967                 | Charlie I                                                      | 670 "Skat"       | SSGN   |     | 8 x P-70 Ametist (SS-N-7 Starbright) |
| 1973                 | Charlie II                                                     | 670M "Skat"      | SSGN   |     | 8 x P-120 Malakhit (SS-N-9 Siren) |
| 1980                 | Oscar I                                                        | 949 "Granit"     | SSGN   |     | 24 x P-700 Granit (SS-N-19 Shipwreck) |
| 1986                 | Oscar II                                                       | 949A "Antey"     | SSGN   |     | 24 x P-700 Granit (SS-N-19 Shipwreck) Plans for Project 949AM upgrade to fit missiles compatible with UKSK VLS; P-800 Oniks, Klub, 3M22 Zirkon; triple-tube inserts (3 x 24) |
| 1987                 | Yankee Notch                                                   | 667AT "Grusha"   | SSGN/N |     | 32 x RK-55 Granat (SS-N-12 Sampson) |
| 1989 (not completed) | Yankee Sidecar                                                 | 667M "Andromeda" | SSGN   |     | 12 x P-750 Meteorit (SS-NX-24 Scorpion) |
| 2013                 | Yasen                                                          | 885 "Yasen"      | SSGN   |     | P-800 Oniks, Kalibr family, 3M22 Zirkon |
| 2021                 | Yasen-M                                                        | 885M             | SSGN   |     | P-800 Oniks, Kalibr family, 3M22 Zirkon |

Ở phía bên kia địa cầu, Liên xô triển khai tàu ngầm mang tên lửa hành trình lớp Whiskey và Echo I được trang bị tên lửa hành trình P-5 Pyatyorka (SS-N-3 Shaddock) có khả năng mang đầu đạn hạt nhân từ cuối 1950s đến năm 1964, tương tự như lực lượng tàu ngầm mang tên lửa hành trình Regulus của Mỹ, cho đến khi vai trò tấn công chiến lược của chúng được đảm nhận bởi tàu ngầm hạt nhân mang tên lửa đạn đạo (SSBN). Cùng với các tàu ngầm Juliet và Echo II, chúng tiếp tục đảm nhận vai trò tàu ngầm mang tên lửa hành trình với biến thể tên lửa chống tàu P-5 đến thập niên 1990. Lớp Echo I là một ngoại lệ, chúng không có radar riêng để dẫn bắn cho tên lửa chống tàu và chỉ phục vụ như tàu ngầm hạt nhân tấn công (SSN) sau khi toàn bộ tên lửa hành trình đối đất bị loại bỏ.
Khác xa với tàu ngầm chạy bằng năng lượng hạt nhân mang tên lửa hành trình SSGN, tàu ngầm tấn công chạy bằng năng lượng thông thường/năng lượng hạt nhân (SS/SSN) của Hải quân Liên Xô có khả năng phóng nhiều loại tên lửa từ ống phóng ngư lôi, từ tên lửa RK-55 cho đến họ tên lửa hành trình Kalibr. Các tàu ngầm có khả năng mang tên lửa hành trình sẽ được mang các ký hiệu đặc biệt so với lớp cùng loại. Ví dụ tàu ngầm Victor III-Project 671RTM được đổi thành Project 671RTMK (với chữ K là ký hiệu của Крылатая ракета; tên lửa hành trình). Do tiêu chuẩn đường kính ống phóng ngư lôi của tàu ngầm Nga là 533mm, các tàu ngầm hiện đại của Nga, kể cả tàu ngầm diesel Kilo và Lada đều có khả năng phóng tên lửa hành trình tầm xa từ ống phóng lôi mà không cần các thiết bị ống phóng đặc biệt nào cho tên lửa.